# Jehuda Leib Gordon

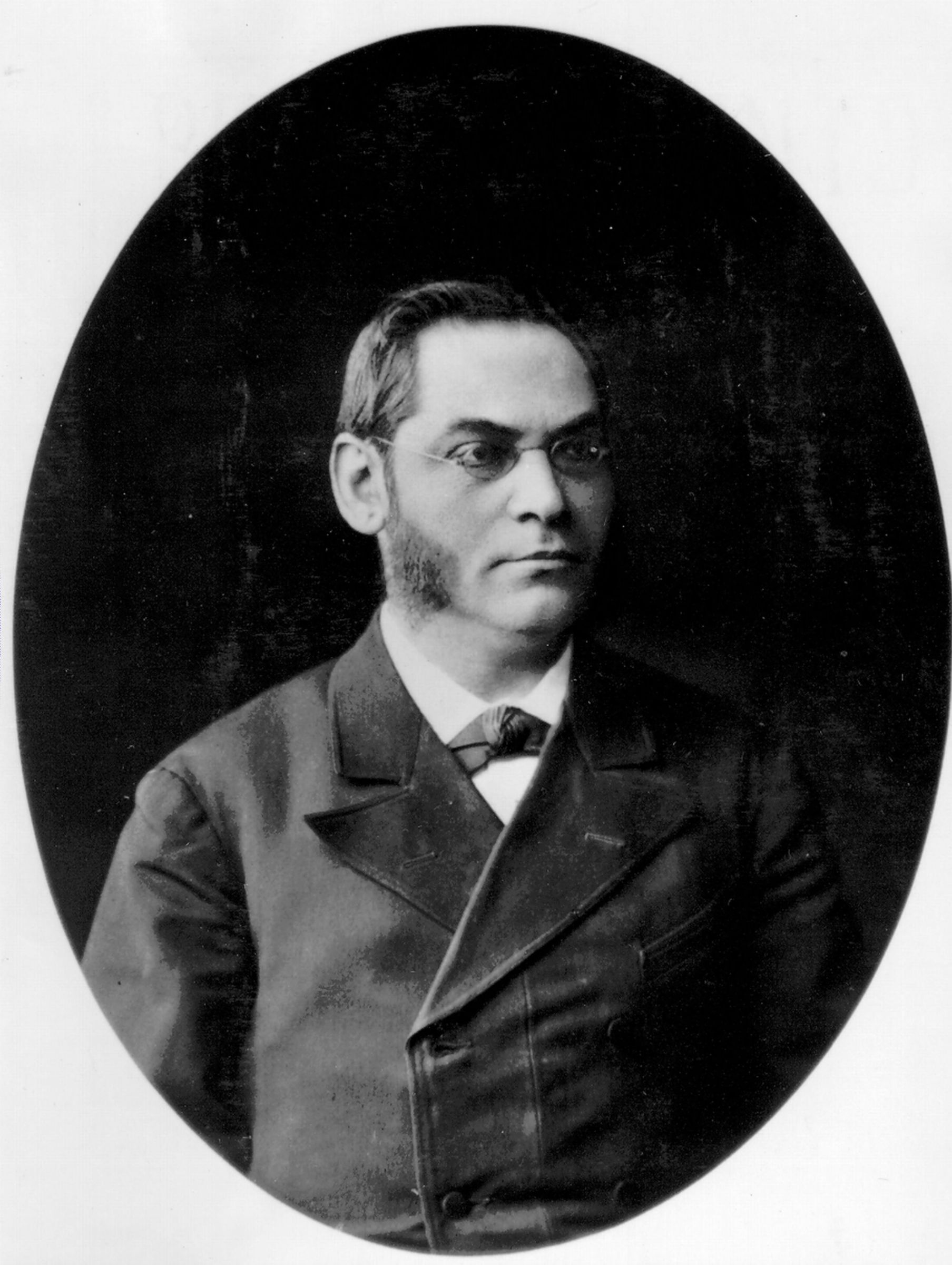
Jehuda Leib Gordon

Jehuda Leib Gordon, auch bekannt unter Leon Gordon und dem Akronym Yalag (geboren am 7. Dezember 1830 in Wilna, Russisches Kaiserreich; gestorben am 16. Dezember 1892 in Sankt Petersburg) war ein russisch-jüdischer Autor und Dichter der Haskala.

## Leben und Werk
Gordons erste Sprache war das Jiddische, in der er auch einige satirische Gedichte schrieb, sie aber ansonsten, wie viele der Maskilim, für die moderne Welt geringschätzte. Er schrieb vornehmlich in einem neuen, literarischen Hebräisch. Sein erster Lehrer war Rabbi Lipa, Schüler eines Anhängers des Gaons von Wilna. Nach der Methode des Gaons erlernte der Junge zunächst Bibel und hebräische Grammatik und danach den Talmud; diese Reihenfolge war in der damaligen traditionellen jüdischen Erziehung ungewöhnlich. Mit 14 Jahren galt Gordon als Wunderkind und erhielt die Erlaubnis, seine Studien ohne Lehrer weiterzuführen. Als Siebzehnjähriger begann Gordon mit dem Studium europäischer Kultur und Sprachen (Russisch, Deutsch, Polnisch, Französisch und Englisch). 1853 absolvierte er das staatliche Rabbinerseminar Wilna und begann im selben Jahr eine Tätigkeit als Schullehrer in verschiedenen staatlichen jüdischen Schulen in der Provinz Kaunas.
Gordons erste Werke waren lange epische Gedichte mit Bezug auf biblische Themen, beispielsweise Ahawat David u-Michal („Die Liebe Davids und Michals“, 1857). 1859 erschien Mischle Jehuda („Jehudas Gleichnisse“), mit Übersetzungen und Adaptationen der Werke von Aesop, Phädrus, La Fontaine, Lessing und Krylow. Dieses Werk wurde im Russischen Kaiserreich sehr populär. Es wurde auch von karäischen Schülern gelesen und später in einer Anthologie von Moritz Steinschneider zusammengefasst. Auch in späteren Jahren war Gordon als Übersetzer tätig und übertrug unter anderem den hebräischen Pentateuch ins Russische (1875) sowie die Hebräischen Melodien (Hebrew Melodies) von Lord Byron ins Hebräische (Semirot Jisrael, 1884).
Ein Schwerpunkt des Engagements von Gordon lag im Kampf um die Verbesserung der Lage der Frau im Judentum. Sein Gedicht Kozo schel Jod („Der Punkt des Jod“, 1876 beendet) schildert die Lage von Bat-Schua, die von ihrem Mann Hillel mit zwei Kindern im Stich gelassen wird und sich scheiden lassen will. Da aber im Get (Scheidebrief), den sie dem orthodoxen Rabbiner vorlegt, das Jod im Namen Hillel fehlt, verweigert ihr der Rabbiner, den Scheidebrief zu bestätigen, und sie muss weiterhin als Aguna (verlassene Frau) in Armut leben. Kozo schel Jod wurde zum Schlagwort für eine unnachgiebige orthodoxe Haltung.
1865 wurde Gordon Direktor der öffentlichen hebräischen Schule in Telz und gründete in dieser Stadt ein Mädchenschulhaus. 1872 gab er die Lehrtätigkeit auf und zog nach St. Petersburg, wo er Sekretär der jüdischen Gemeinde und Leiter der „Gesellschaft zur Förderung der Kultur unter Juden“ war. Dort war er nicht nur für die Belange der St. Petersburger Judenschaft, sondern darüber hinaus der des gesamten russischen Reiches zuständig. 1879 wurde er unter dem Vorwurf der „antizaristischen Tätigkeit“ ein Jahr lang in Pudosch in der Provinz Olonez verbannt. In dieser Zeit schrieb er König Zedekia im Gefängnis, ein historisches biblisches Gedicht, in dem er seine Gefängniserfahrungen verarbeitete. 1880 durfte er nach St. Petersburg zurückkehren, konnte jedoch seine frühere Tätigkeit nicht wieder aufnehmen und nahm eine Stelle als Herausgeber und Redakteur der hebräischen Tageszeitung Ha-Meliz an.
Die Pogrome in Südrussland nach dem Attentat auf Zar Alexander II. waren für Gordon ein weiterer schwerer Schlag. Als überzeugter Vertreter der Aufklärung hatte Gordon zunächst das Konzept der Assimilation der Juden in Russland gefördert und war der Meinung, die Umgangssprache Jiddisch, die er als „Jargon“ betrachtete, müsse durch Russisch ersetzt werden. Nach den gewalttätigen Ausschreitungen in den Achtzigerjahren kam er jedoch vom Gedanken der Assimilation ab und sah in der Auswanderung in den Westen, vor allem in die USA, die einzige rettende Möglichkeit. Eine Auswanderung nach Erez Israel schien ihm zu diesem Zeitpunkt nicht angebracht, da die korrupten Herrscher des Osmanischen Reiches die jüdische Auswanderung in die Provinz Palästina blockierten. Trotzdem war Gordon ein Befürworter der zionistischen Idee und veröffentlichte auf Hebräisch und Russisch eine positive Kritik über den Essay Autoemanzipation von Leo Pinsker.

## Werke
- Kol Shire Yehuda Lib Gordon. Yeshanim Gam Hadashim Be-Arba'ah Sefarim. Band 1: Shire Higayon. G.F. Pins ve-Yeshei Tsederboym, St. Peterburg 1884.